# The Big Mash Up
The Big Mash Up è il quindicesimo album in studio del gruppo musicale di musica elettronica tedesco Scooter, pubblicato nel 2011.

## Descrizione
Il disco, prodotto da H. P. Baxxter, Rick J. Jordan, Michael Simon e Jens Thele, è stato anticipato dal singolo The Only One, pubblicato nel maggio 2011.
Il secondo singolo è David Doesn't Eat, diffuso nell'ottobre dello stesso anno.
Si tratta di un doppio CD, di cui il secondo CD è costituito da un unico "megamix" lungo oltre un'ora.

## Tracce
CD 1
1. C.I.F.L. – 0:49
2. David Doesn't Eat – 3:38
3. Dreams – 3:12
4. Beyond the Invisible – 3:35
5. Sugary Dip – 3:26
6. It's a Biz (Ain't Nobody) – 4:46
7. C'est Bleu (feat. Vicky Léandros) – 4:11
8. 8:15 to Nowhere – 4:50
9. Close Your Eyes – 3:26
10. The Only One – 3:33
11. Sex and Drugs and Rock 'n' Roll – 3:35
12. Copyright – 3:30
13. Bang Bang Club – 4:02
14. Summer Dream – 3:21
15. Mashuaia – 6:05
16. Friends Turbo – 3:19

Durata totale: 59:18

CD 2
1. Suck My Megamix - The Longest Scooter in the World – 79:57

Durata totale: 79:57

## Formazione
- Hans-Peter Geerdes (H.P. Baxxter) - voce, chitarra
- Michael Simon - tastiera
- Hendrik Stedler (Rick J. Jordan) - tastiere

## Classifiche
| Classifica (2011) | Posizione massima |
| ----------------- | ----------------- |
| Germania          | 15                |